# Hieroteusz (patriarcha Jerozolimy)
Hieroteusz (zm. 1882) – prawosławny patriarcha Jerozolimy w latach 1875–1882.